# Hatti
Hatti là một thị trấn thống kê (census town) của quận Raichur thuộc bang Karnataka, Ấn Độ.

## Nhân khẩu
Theo điều tra dân số năm 2001 của Ấn Độ, Hatti có dân số 12.419 người. Phái nam chiếm 52% tổng số dân và phái nữ chiếm 48%. Hatti có tỷ lệ 57% biết đọc biết viết, thấp hơn tỷ lệ trung bình toàn quốc là 59,5%: tỷ lệ cho phái nam là 70%, và tỷ lệ cho phái nữ là 43%. Tại Hatti, 14% dân số nhỏ hơn 6 tuổi.